# طوطی‌کاکلی‌های سفید

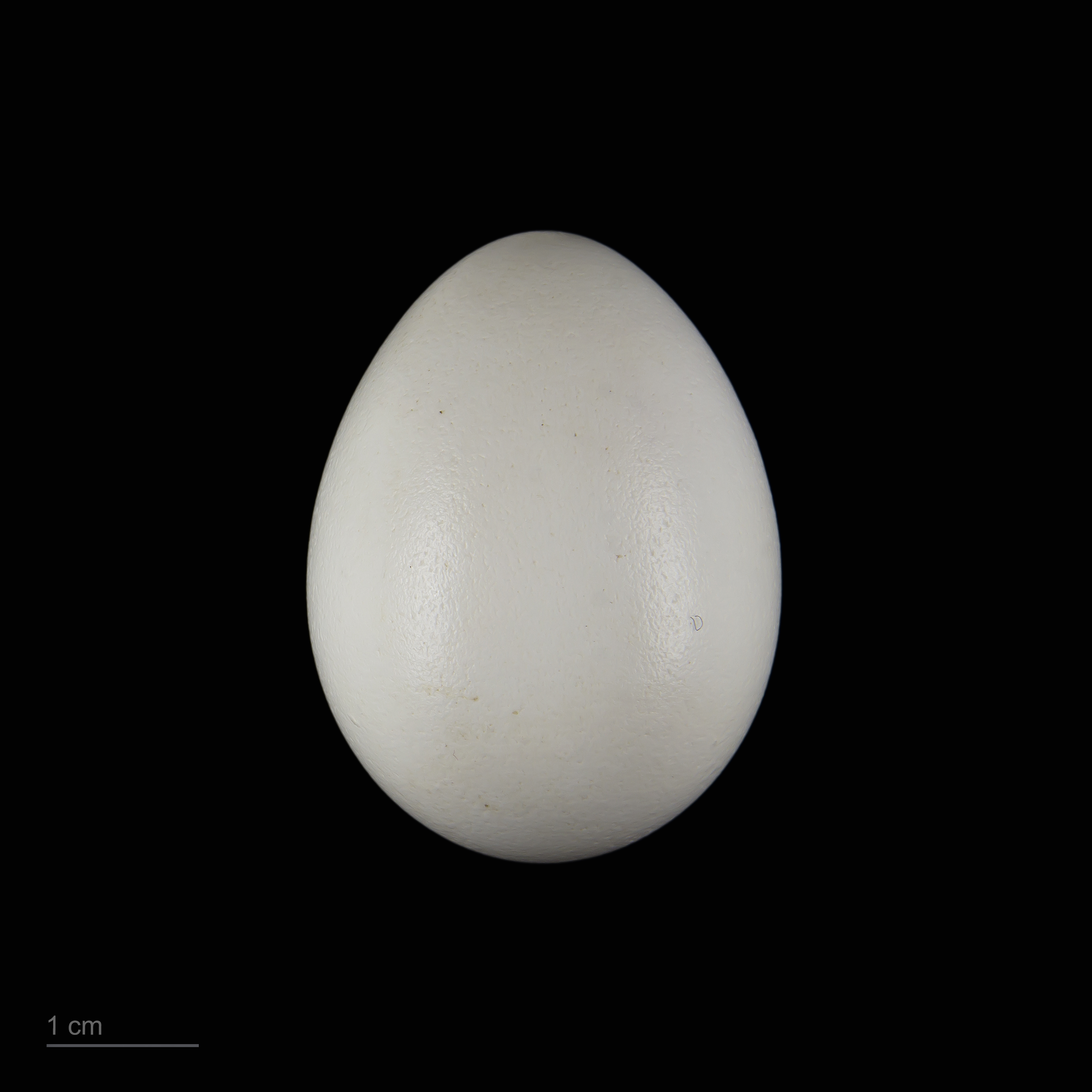
Cacatua sp

طوطی‌کاکلی‌های سفید(نام علمی: Cacatua) نام یک سرده از تیره طوطی‌کاکلی است.

## گونه‌ها
- زیرسرده طوطی‌کاکلی‌های سفید نوک‌سیاه - true white cockatoos
  - طوطی‌کاکلی کاکل‌زری،  Cacatua (Cacatua) sulphurea
  - طوطی‌کاکلی گوگردی،  Cacatua (Cacatua) galerita
  - طوطی‌کاکلی چشم‌آبی،  Cacatua (Cacatua) ophthalmica
  - طوطی‌کاکلی سفید،  Cacatua (Cacatua) alba
  - طوطی‌کاکلی گل‌بهی،  Cacatua (Cacatua) moluccensis
- زیرسرده نوک‌روشن - corellas
  - نوک‌روشن نوک‌دراز،  Cacatua (Licmetis) tenuirostris
  - نوک‌روشن غربی،  Cacatua (Licmetis) pastinator
  - نوک‌روشن کوچک،  Cacatua (Licmetis) sanguinea
  - نوک‌روشن تانیمبار،  Cacatua (Licmetis) goffiniana
  - طوطی‌کاکلی سلیمان،  Cacatua (Licmetis) ducorpsii
  - طوطی‌کاکلی ته‌سرخ،  Cacatua (Licmetis) haematuropygia